# Орлово-Розово
Орлово-Розово — деревня в Чебулинском районе Кемеровской области. Входит в состав Верх-Чебулинского сельского поселения.

## География
Центральная часть населённого пункта расположена на высоте 152 метров над уровнем моря.

## Население
По данным Всероссийской переписи населения 2010 года, в деревне Орлово-Розово проживает 149 человек (71 мужчина, 78 женщин).